# Horsens Basketball Club
Horsens Basketball Club også kaldet Horsens BC er en dansk basketballklub hjemmehørende i Horsens. Klubben er også tidligere kendt som Vitus Bering Pirates, dameholdets navn. Nu kaldes dameholdet for Horsens Pirates. Klubbens herrehold blev før sæsonen 2007/2008 tvangsnedrykket fra Canal Digital Ligaen, og man valgte herefter kun at satse på dameholdet, som i 2007/2008 spiller i den bedste række, Dameligaen.
Navnet Vitus Bering Pirates henviser kun indirekte til den danske søfarer Vitus Bering, idet uddannelsescenteret Vitus Bering Danmark, som ligger i Horsens, har været hovedsponsor for holdet siden sæsonen 2001/2002.

## Klubbens historie
Klubben blev stiftet i 1965 og er den ældste basketballklub i Horsens. I 1978 blev udbryderklubben Horsens IC stiftet, og der har været en del lokal rivalisering siden.

### Danmarksmesterskaber til damerne
Horsens BC har satset på eliteafdelingen på både dame- og herresiden. Damerne har de bedste resultater med danmarksmesterskaber i 1986 og 1993 samt sejr i Landspokalturneringen 2007.

### Oprykning og tvangsnedrykning på under et år
Herresiden kom i 2005-2007 ud for lidt af en rutchetur. Først vandt holdet i 2005/2006 1. Division efter 20 sejre i 22 kampe og blev efterfølgende af Basketliganævnet godkendt til oprykning til Canal Digital Ligaen efter kriterier, der bygger på både økonomiske og sportslige vurderinger. I sæsonen 2006/2007 havde holdet det svært rent resultatmæssigt og var på vej mod en bundplacering, da liganævnet den 15. marts meddelte, at AaB Basket og Horsens BC ville blive tvangsnedrykket. I AaB tog man meddelelsen til efterretning og droppede elitebasketball som en del af AaB-koncernen. I Horsens BC ankede man afgørelsen, da man ikke kunne forstå, at man med kun otte måneders mellemrum kunne blive vurderet så forskelligt. Da afgørelsen i Danmarks Basketball-Forbunds Ordens- og Amatørudvalg også gik klubben imod, valgte man at droppe yderligere anke (til Danmarks Idræts-Forbunds Ordens- og Amatørudvalg), idet man ikke regnede med at kunne nå at samle et tilstrækkeligt stærkt hold. Konsekvensen blev at klubben droppede at satse på et elitehold på herresiden.

## Klubbens resultater

### Damer
- 2 DM-guld.
- 1 pokalmesterskab (under navnet Vitus Bering Pirates).